# Michael Frendo
Michael Frendo (né le 29 juillet 1955) est un homme politique maltais, ancien ministre des Affaires étrangères de son pays de 2004 à 2008.
Le 29 octobre 2004, il a fait partie des signataires de la Constitution pour l'Europe.
En novembre 2007, il fut candidat à la succession de Don McKinnon au poste de Secrétaire général du Commonwealth, mais il fut battu par Kamalesh Sharma.

## Éducation
- Université de Malte, LLD (1972-1977)

- Université d'Exeter, Centre for European Legal Studies, LLM (1978-1979)

Langues : anglais, italien, français, maltais et latin.

## Carrière
- Ministre du Transport, des Communications et de la Technologie, 1994-1996

- Ministre de la Jeunesse et des Arts, 1992-1994

- Député à la Chambre des représentants, 1987 à nos jours

- Président de la délégation parlementaire maltaise au Parlement européen 1990-1992 et membre de la délégation de 1987 à 1992.

- Directeur, presse et médias, du Partit Nazzjonalista 1982-1985

- Membre de la Commission européenne pour la démocratie par le droit ("Commission de Venise").

- Président du bureau britannique du Parti nationaliste, 1980-1982.